# Santiago Pozo

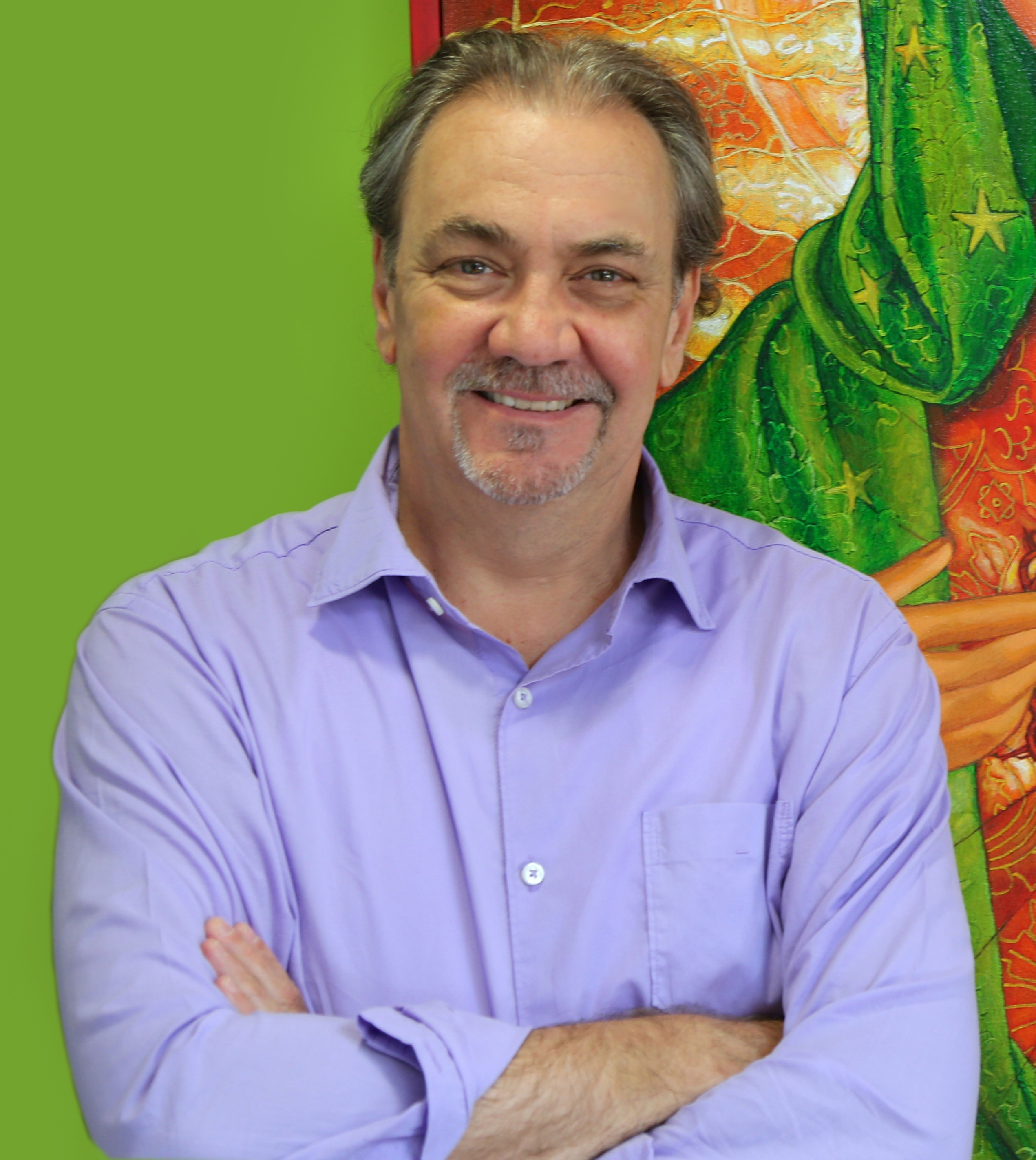
Santiago Pozo

Santiago Pozo Arenas (1957) es un ejecutivo de marketing, productor, guionista y director de cine. Es fundador y propietario de Arenas Group y Arenas Entertainment desde 1988 hasta 2019, año en el que vende las divisiones de marketing y publicidad de la compañía a la agencia D2H. Es miembro de La Academia de Artes y Ciencias Cinematográficas de Hollywood, de la Academia de las Artes y las Ciencias Cinematográficas de España, miembro del Patronato de la  Universidad de Nebrija y a mediados de los ochenta trabajó en el diario español El País de Los Ángeles .
A lo largo de 35 años en la industria, ha trabajado en las campañas de marketing de más de 300 películas, incluidas The Milagro Beanfield War, Old Gringo, Born in East LA, Like Water for Chocolate, Shrek, My Family, Selena ., Apocalypto, El libro de la vida, American Sniper, El amanecer del planeta de los simios, Transformers, Los Vengadores, Toy Story 3 y Toy Story 4, Star Trek, Madagascar, Annabelle, Hijo de Dios, Beverly Hills Chihuahua, Logan, Cruella y Chico Libre .
Como productor y distribuidor trabajó en películas como Imaginando Argentina, con Antonio Banderas y Emma Thompson ; Empire, con John Leguizamo ; Los 3 Reyes Magos ; Choque Cultural en AmeriCCa dirigida por Emilio Estevez ; Nicotina con Diego Luna ; y la adaptación del clásico de Rudolfo Anaya "Bless me, Última", la primera novela hispana escrita en Estados Unidos . Como guionista, Pozo, junto con Gregory Small, escribió The Run, sobre la que MGM adquirió una opción en 2021. Pozo y Small también desarrollaron y coescribieron la adaptación del bestseller Las Valquirias, a petición del autor internacionalmente aclamado, Paulo Coelho .
Pozo es considerado el pionero del marketing cinematográfico y televisivo dirigido al público hispano de Estados Unidos.

## Vida

### Primeros años
Santiago Pozo nació en 1957 en Santo Domingo de la Calzada, La Rioja, España . Creció en Madrid, donde su padre era propietario de una mantequería. Mostró interés por el cine desde muy pequeño gracias a las entradas gratis que el cine del barrio regalaba a su padre a cambio de colgar en la tienda familiar el cartel de la doble sesión semanal. Se licenció en Historia en la Universidad Complutense de Madrid con su tesis "La Industria cinematográfica española, aspectos jurídicos y económicos", publicada por la Universidad de Barcelona en 1984, que está considerada la primera historia económica y jurídica del cine español.
Comenzó a trabajar en el cine en la productora de Elías Querejeta como asistente personal en la película A un Dios desconocido de Jaime Chávarri . En 1980, Pozo escribió y dirigió uno de los capítulos de Los primeros metros, también producido por Elías Querejeta.

### Traslado a los EE. UU. e incorporación a Universal Pictures
Emigró a Los Ángeles en 1982, sin hablar inglés. Su primer trabajo es como limpiador de edificios, experiencia que le permite entrar en contacto con los inmigrantes hispanos de la ciudad y que le ayudará a desarrollar el instinto de comunicación con la población hispana. José Luis Borau, un director español que trabajaba en Los Ángeles preparando la producción de su película On the Line/Rio Abajo en California y Texas, lo contrató como su asistente y se convirtió en Coordinador de Producción.
En 1984, tras recibir una beca del Programa Fulbright , Pozo se matriculó en el Programa de Producción Peter Stark de la Escuela de Cine de la Universidad del Sur de California, convirtiéndose en el primer español aceptado en el prestigioso Programa y uno de los primeros europeos. El Máster se centra en los aspectos financieros, de marketing y creativos de la industria cinematográfica. En 1985, Pozo, como pasante en Universal Pictures, convenció a Michele Reese, vicepresidenta ejecutiva de marketing, para que hiciera una prueba de mercado utilizando copias dobladas al español de ET para la reedición que celebraba el quinto aniversario de uno de los mayores éxitos de Universal. Pozo reservó una copia doblada al español en el cine Orpheum del centro de Los Ángeles . El teatro, a pesar de ser una casa de descuentos y tener entradas a mitad de precio, presentó el teatro con mayor recaudación en todo Estados Unidos. Debido a este éxito , Universal Pictures creó el primer departamento de marketing multicultural para cualquier estudio en Hollywood dedicado a los mercados étnicos con especial énfasis en el mercado hispano de Estados Unidos, y ofreció a Pozo para dirigirlo.

### Fundación y desarrollo de Arenas Group
En 1987, Pozo abandonó Universal Studios y fundó Arenas Group, una empresa de marketing cinematográfico. Su primer cliente es Robert Redford con la película The Milagro Beanfield War .
En años sucesivos, trabaja en multitud de campañas para las grandes "Majors" y estudios independientes, incluyendo Universal, Disney, Dreamworks, Columbia Pictures, Warner Bros, Paramount Pictures, TriStar, New Line, Paramount, etc. En 1997, Arenas realiza la campaña de marketing para el estreno de Selena (película), la película que convirtió a Jennifer López en una estrella mundial y que consolida la importancia del mercado hispano estadounidense para Hollywood.
En 2001, Pozo junto a Universal Pictures y el fondo de inversión español Marco Polo Investments, forman Arenas Entertainment. La misión de la nueva compañía es adquirir, producir y distribuir películas dirigidas al mercado hispano de Estados Unidos.
La primera película en la que trabaja Arenas es Empire, en 2002, con John Leguizamo, Peter Sarsgaard y Denisse Richards, también producida y distribuida en Estados Unidos. Posteriormente, Imagining Argentina, 2003, con Antonio Banderas y Emma Thompson ; Nicotina, 2003, con Diego Luna, Los Reyes Magos (2003), con las voces de Martin Sheen, Emilio Estevez y José Luis Rodríguez (cantante) y Culture Clash en AmeriCCa, (2005), dirigida por Emilio Estevez .

## Defensa de la cultura hispana
En 2001, Pozo inició una campaña que terminó con éxito contra la Ciudad de Los Ángeles para que agregara la tilde de la letra ñ en español a los letreros de las calles donde fuera necesario. Hasta el momento, calles de la ciudad como "Canon Drive" no empleaban la letra del alfabeto español para escribirse como "Cañón Drive". En inglés, "cañón" se designa como "cannon".
También se ha pronunciado en contra de la retirada de la estatua de Cristóbal Colón en el Grand Park de Los Ángeles.
Asimismo, Pozo se ha manifestado con rotundidad contra la reducida representación del talento y ejecutivos hispanos dentro de Hollywood y ha publicado numerosos artículos y participado en manifestaciones exigiendo aumentar la participación de los latinos en los Premios de la Academia.

## Premios y distinciones
Santiago Pozo ha recibido numerosos premios y distinciones como reconocimiento a su carrera. En 2009, fue el primer ganador del “Premio al Impacto Sobresaliente en Marketing en Cine y Televisión” presentado por la Coalición Nacional de Medios Hispanos.
En 2007, la Fundación Imagen lo honró con el premio “Para latinos poderosos e influyentes”.
En 2005, recibió el premio Prism de la revista Minorities in Business por sus destacadas contribuciones a la industria del entretenimiento.
El “Premio Nosotros Golden Eagle al Empresario del Año” le fue entregado en 2004.
Por su contribución a las Artes y las Ciencias le fue otorgado el prestigioso “Premio Riojano del Mundo” por parte del gobierno de La Rioja, España y el diario EL MUNDO.
En 2003, Pozo fue elegido por la revista Hispanic Business como finalista al premio Empresario del Año, así como uno de sus 100 ejecutivos de origen hispano más influyentes. Y, en 2007, The Hollywood Reporter nombró a Pozo como el séptimo latino más influyente de Hollywood.

## Filmografía

### Productor
- La última cosecha (1991) (productor ejecutivo)
- Imperio (2002)
- Imagining Argentina (2003)
- Culture Clash in AmeriCCa (2005) (productor ejecutivo)

### Director
- Los Primeros Metros[30] (1980)
- Un Reino Sin Fronteras[31] (2014)

### Guionista
- Los Primeros Metros (1980)[30], productor Elías Querejeta .[32]
- Un Reino Sin Fronteras[33] (2014)
- The Run (2019)[34] (en desarrollo)

### Otros créditos
- On the Line (Rio Abajo) (1984)[35]